# 莎伦·丹·阿德尔
莎伦·丹·阿德尔（荷蘭語：Sharon Janny den Adel，1974年7月12日—），是荷兰哥特金属乐队诱惑本质的主唱。莎伦和吉他手罗伯特·维斯特霍尔结婚，在2005年末生下他们的第一個女兒Eva Luna。另一名兒子於2011年3月11日出生。現在他們與兩隻貓 Haplo and Lola 定居於荷蘭 Hilversum 附近。